# Форфейтинг
Форфейтинг (англ. forfaiting от фр. à forfait — целиком, общей суммой) — операция по приобретению финансовым агентом (форфейтором) коммерческого обязательства заёмщика (покупателя, импортёра) перед кредитором (продавцом, экспортёром). Операция является специфической формой кредитования торговых операций. Основное условие форфейтинга состоит в том, что все риски по долговому обязательству переходят к форфейтору без права оборота на обязательства продавца.

## Преимущества и недостатки форфейтинга

### Преимущества
- форфейтер берёт все риски на себя;
- существует вторичный рынок форфейтинговых ценных бумаг, где долг можно продать, то есть первый форфейтер продаёт, появляется второй, третий и т. д.;
- долг можно дробить и каждую часть долга можно оформить отдельным векселем, это удобно, при возникновении потребности финансовых ресурсов, в соответствии с её величиной продать не весь долг, а только его часть;
- форфейтинг предусматривает гибкий график платежей, в том числе возможность предоставления льготного периода.

### Недостатки
- Необходимость подготовить документы таким образом, чтобы на самого экспортера не было регресса в случае банкротства гаранта, а также необходимость знать законодательство страны импортера, определяющее форму векселей, гарантий и аваля.
- Возможность возникновения затруднений в случае, если импортер предлагает гаранта, не устраивающего форфейтера.
- Более высокая, чем при обычном коммерческом кредитовании, маржа форфейтера.

## Виды форфейтинговых ценных бумаг
Форфейтинговыми ценными бумагами являются простой и переводной вексель. В отличие от традиционного учёта векселей форфейтинг применяется при поставках оборудования на крупные суммы от шести месяцев до восьми лет во внешнеэкономических сделках, превращая экспортную сделку с отсрочкой платежа в наличную и кредитуя дебиторскую задолженность других стран, в которых невозможно получить государственные экспортные кредиты или гарантии по ним. Форфейтинг используется и при отказе экспортера предоставлять долгосрочный кредит некоторым странам. Форфейтинг, таким образом, даёт возможность мелким и средним предприятиям заключать сделки, превышающие их финансовые возможности, поскольку они могут постепенно продавать свои долгосрочные требования за наличные.